# 宗人三
蛇夫座68，又名BD+01 3560，HD 164577、SAO 123035、HR 6723，是蛇夫座的一颗恒星，视星等为4.45，位于銀經28.38，銀緯11.64，其B1900.0坐标为赤經17h 56m 40.7s，赤緯+1° 11.64′ 27″。